# Eugen Schatz

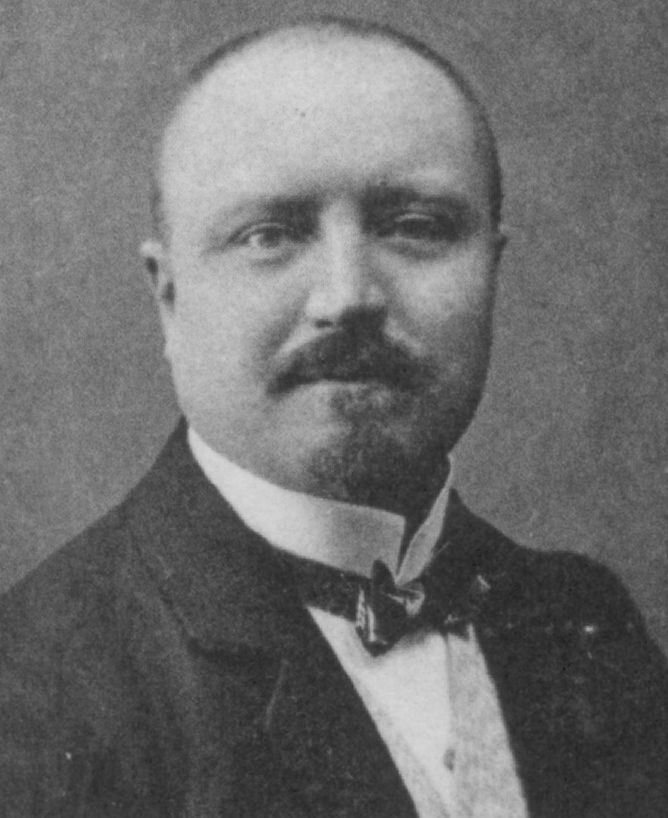
Eugen Schatz als Reichstagsabgeordneter 1912

Eugen Schatz (* 1. Juli 1872 in Johanns-Rohrbach, Kreis Forbach; † nach 1918) war Arzt und Mitglied des Deutschen Reichstags.

## Leben
Schatz besuchte die Volksschule in Johanns-Rohrbach, die Gymnasien Bitsch und Montigny und die Universitäten Bonn und München. Während seines Studiums trat er in Bonn der katholischen Studentenverbindung W.K.St.V. Unitas-Salia bei. 1898 schloss er seine Promotion ab.. Ab 1900 war er Arzt und von 1900 bis 1902 Assistenzarzt beim Königlich Bayerischen 23. Infanterie-Regiment (Saargemünd) und dann Oberarzt der Landwehr im Königlich Bayerischen 5. Chev.-Regiment (Saargemünd). Er war Inhaber der Ehrenmedaille und bayerischen Prinzregent-Luitpold-Medaille.
Schatz gehörte der Elsaß-Lothringischen Zentrumspartei an. Von 1912 bis 1918 war er Mitglied des Deutschen Reichstags für den Wahlkreis Elsaß-Lothringen 12 (Saargemünd, Forbach). Im Reichstag gehörte er zur Fraktion der Elsaß-Lothringer.